# Lichtermeer
Das Lichtermeer am 23. Jänner 1993 war eine von der NGO SOS Mitmensch initiierte und von verschiedenen zivilgesellschaftlichen, politischen und religiösen Organisationen Österreichs unterstützte Demonstration gegen Fremdenfeindlichkeit und Intoleranz. Die zentrale Veranstaltung mit bis zu 300.000 Teilnehmern – die bislang größte Demonstration in Österreich – fand in Wien statt, weitere Demonstrationen gab es in Städten wie Graz, Linz, Innsbruck und Salzburg.

## Vorgeschichte
Das „Lichtermeer“ war insbesondere eine Gegenreaktion auf das von der FPÖ unter Jörg Haider angestrengte, mit „Österreich zuerst“ betitelte Volksbegehren, das vom 25. Jänner bis 1. Februar 1993 zur Unterzeichnung auflag. Dieses von Kritikern oft auch als „Anti-Ausländer“-Volksbegehren bezeichnete Plebiszit markierte den Rechtsruck der Partei, mit dem der Umgang mit Ausländern im Allgemeinen und Zuwanderern im Speziellen zum zentralen Thema der Öffentlichkeitsarbeit und der Politik der FPÖ wurde, der unter anderem auch zur Abspaltung des liberalen Flügels unter Heide Schmidt führte (Gründung des Liberalen Forums am 4. Februar 1993 durch fünf vormalige FPÖ-Nationalratsabgeordnete).
SOS Mitmensch war im Dezember 1992 als Plattform für zivilgesellschaftliche Gruppen gegründet worden. Vorausgegangen waren Treffen des Schriftstellers Josef Haslinger und des Musikers Willi Resetarits (den beiden ersten Vorsitzenden) im Haus André Hellers. Während folgender Treffen mit weiteren Protagonisten wie etwa Daniel Charim, Marilies Flemming, Eva Petrik, Michael Genner, Horst Horvath, Herbert Langthaler, Peter Pilz, Nikolaus Kunrath, Nora Scheidl, Martin Schenk, Willi Stelzhammer und Helmut Schüller unter anderem bei Friedrun und Peter Huemer wurde überlegt, wie man dem zunehmenden Aufkommen von Ressentiments und der Feindseligkeit gegen Ausländer und Zuwanderer etwas entgegensetzen könnte (Haslinger: „Das Land war wirklich reif dafür, dass diesem Wahnsinn endlich jemand entgegentritt“). So reifte der Plan für eine Veranstaltung, die, so Heller, „imponierend und nachhaltig ist. Wir waren der Ansicht, dass wir etwas unternehmen müssen, was so beeindruckend für alle Medien ist und so grandiose Bilder schenkt, dass es vielleicht wirklich einen Einfluss auf das Denken mancher Menschen zeigt.“
Unterstützt wurde die Gründung von SOS Mitmensch und der Aufruf zum „Lichtermeer“ unter anderem von Vertretern von Flüchtlingshilfsorganisationen, der Österreichischen Hochschülerschaft, der Gewerkschaften und religiöser Vereinigungen sowie auf politischer Seite von Rudolf Scholten (Bundesminister für Unterricht und Kunst, SPÖ) und weiteren Sozialdemokraten, Grünen, Liberalen, Kommunisten und einzelnen Vertretern der ÖVP. Abgelehnt wurde von den Organisatoren die Unterstützung durch Franz Löschnak (Innenminister, SPÖ) und die Teilnahme Haiders, die als Vereinnahmungsversuch gewertet wurde. Den weiteren zeitgeschichtlichen Rahmen bildeten die Kontroversen um die Bundespräsidentschaft Kurt Waldheims (1986–1992) und auch die Vorverhandlungen zum EU-Beitritt Österreichs 1995. Die Demonstration in Form eines „Lichtermeeres“ folgte dem Vorbild der Lichterketten 1992/93 in Deutschland, einer Reaktion auf Übergriffe Rechtsradikaler auf Asylwerberheime wie bei den Ausschreitungen in Rostock-Lichtenhagen und dem Mordanschlag von Mölln.

## Die Demonstration
Am Abend des 23. Jänners zogen ab 17 Uhr mindestens 200.000 (Schätzung der Polizei), nach anderen Schätzungen zwischen 250.000 und 300.000 Menschen mit Kerzen und Fackeln von Treffpunkten wie dem Rathausplatz und dem Stephansplatz über die Wiener Ringstraße zum Heldenplatz, wo ab 18 Uhr die Hauptkundgebung stattfand. Auf dessen historische Bedeutung als der Platz, auf dem Adolf Hitler im Jahr 1938 nach dem „Anschluss“ Österreichs an das Deutsche Reich jubelnd empfangen worden war, nahm auch André Heller mit „Dies ist die größte Demonstration, die jemals am Heldenplatz stattgefunden hat!“ Bezug. Er moderierte die rund zwei Stunden dauernde Kundgebung gemeinsam mit Maria Bill und eröffnete sie mit dem Verlesen einer Grußbotschaft von Bundespräsident Thomas Klestil.
Weitere Reden hielten am Heldenplatz und an den anderen Treffpunkten unter anderem:
- Johannes Dantine (Oberkirchenrat der Evangelischen Kirche A.B. in Österreich): Ängsten kann man nicht mit Ausgrenzung begegnen
- Oberrabbiner Paul Chaim Eisenberg: Wenn ein Fremdling in eurem Land wohnt, so sollt ihr ihn nicht bedrücken
- Marilies Flemming (ÖVP): Österreich war immer ein Asylland
- Paul Grosz (Präsident der IKG Wien): Es ist falsch, Herrn Haider rechts überholen zu wollen
- Karl Helmreich: Gesetze gegen Ausländer sind wirksamer als Stacheldraht
- Martin Kargl: Rechtsextremismus und Ausländerfeindlichkeit ist (k)ein Jugendproblem
- Minister Viktor Klima (SPÖ): Es geht um soziale Diskriminierung
- Kardinal Franz König: Schlagworte stiften nur Verwirrung
- Ingrid Korosec (ÖVP): Es ist aber nicht genug, wenn wir heute ein gemeinsames Zeugnis ablegen
- Weihbischof Florian Kuntner: Die Sorge, daß Österreich an Menschlichkeit verlieren könnte
- Fritz Neugebauer (Vizepräsident des ÖGB, ÖVP): Wir brauchen Solidarität, kühle Köpfe und offene Herzen
- Hidir Polat: Ich dachte, daß ich hier Schutz vor Verfolgung finde
- Ministerin Maria Rauch-Kallat (ÖVP): Es ist unverantwortlich, Ausländer als Sündenböcke hinzustellen
- Willi Resetarits: Die große Sozialoffensive
- Martin Schenk: Lassen wir uns durch die Angst nicht auseinandertreiben
- Minister Rudolf Scholten (SPÖ): Lieber Vielfalt als Einfalt
- Helmut Schüller (Präsident der Caritas Österreich): Einer unmenschlichen Wohlstandsgesellschaft fehlt der Segen Gottes
- Peter Steyrer: Mit jedem Deserteur in Schubhaft ergreift Österreich Partei für diesen Krieg und gegen die Menschen
- Gamze Terzioglu: Bitte schaut nicht weg!
- Friedrich Verzetnitsch (Präsident des ÖGB, SPÖ): Das Lichtermeer war ein Meer – und das Meer ist unbesiegbar

Den musikalischen Rahmen bildeten Künstler wie S.T.S. und Ostbahn Kurti mit der Wiener Tschuschenkapelle. Anlässlich der Protestaktion erschien auch ein „Lichtermeer“-Sampler mit Liedern von Wolfgang Ambros, Andy Baum, Bruji, Boris Bukowski, Peter Cornelius, Georg Danzer, Erste Allgemeine Verunsicherung, André Heller, Ludwig Hirsch, Adi Hirschal, Leo Lukas, Opus, Ostbahn-Kurti & Die Chefpartie, STS, Schürzenjäger, Hans Theessink, Wiener Tschuschenkapelle, Wilfried und Folke Tegetthoff zugunsten der Organisation SOS Mitmensch. Das Plattencover gestaltete Christian Ludwig Attersee.
Während das „Lichtermeer“ die bislang (Stand 2022) größte Demonstration der Zweiten Republik war, blieb das Volksbegehren „Österreich zuerst“ mit 416.531 Unterschriften (7,35 % der stimmberechtigten Bevölkerung) und einem Platz im Mittelfeld der Volksbegehren in Österreich klar hinter den Erwartungen der FPÖ von 20 % zurück.
Das Lichtermeer wirkte „wie ein Kraftwerk, das Energie lieferte und neue Initiativen noch länger nähren sollte“, resümiert Martin Schenk, der nach dem Lichtermeer den SOS Mitmensch Vorsitz von Willi Resetarits übernahm. Mit dem Schwung der Hunderttausenden startete das Integrationshaus, wurde das Gesundheitszentrum für Folter- und Kriegsüberlebende „Hemayat“ gegründet und die große UN-Menschenrechtskonferenz in Wien bespielt: „Alle Menschenrechte für alle“. Federführend gestaltete SOS Mitmensch das Programm für die über tausendfünfhundert zivilgesellschaftlichen Organisationen vor Ort. Wenig später wurde die Armutskonferenz gegründet, die das bis dahin verschwiegene Thema in Österreich auf die politische Tagesordnung setzte. SOS Mitmensch stellte eine großformatige Fotoausstellung zum Thema „Armut in Österreich“ auf die Räder eines fahrbaren Zeltwagens, der – mit Unterstützung des Kabarettisten Josef Hader – durch Österreichs Städte tourte. 1994 im Dezember errichtete eine Aktionsgruppe Zelte unter dem Motto „Herbergsuche 94“ gegen den „sozialen Winter“ mitten im Regierungsviertel, es ging um leistbares Wohnen.